# Betta livida
Betta livida es una especie de pez de la familia Osphronemidae. Habita en Malasia.